# Isly
Isly (àrab إيسلي) és una comuna rural de la prefectura d'Oujda-Angad de la regió de L'Oriental. Segons el cens de 2014 tenia una població total de 6.710 persones.